# کورت اشتودنت
کورت اشتودنت (به آلمانی: Kurt Student) (۱۲ مه ۱۸۹۰ – ۱ ژوئیه ۱۹۷۸) نظامی بلندپایه آلمانی در دوره رایش سوم بود که در جریان جنگ جهانی دوم در لوفت‌وافه خدمت کرد. او به عنوان یکی نخستین توسعه‌دهندگان نیروهای هوابرد در آلمان، فرماندهی کلی این نیروها را در طول جنگ بر عهده داشت و توانست چندین عملیات موفقیت‌آمیز از جمله در نبرد قلعه ایبن-ایمل و نبرد کرت، به اجرا بگذارد.

## سال‌های اولیه
کورت اشتودنت سال ۱۸۹۰ زاده شد. در خط مقدم جنگ جهانی اول خدمت کرد و به درجه سروانی رسید. پس از جنگ در رایشسور باقی ماند. سال ۱۹۲۴ بخش فنی هوایی انتخاب شد و دوره‌های آموزشی گلایدر مشارکت کرد. در این زمان آلمان به شکل در حال دور زدن محدودیت‌های پیمان ورسای بود.

## ورماخت
اشتودنت تا سال ۱۹۳۴ به درجه سرهنگی نائل آمد. سال ۱۹۳۸ به درجه سرتیپی ترفیع گرفت و به شکل بسیار سِری یک گردان چترباز ایجاد کرد که تا سال بعد تا سطح لشکر گسترش یافت. مقرر گشت این یگان تحت عنوان لشکر هفتم هوایی، در جریان سلطه آلمان بر چکسلواکی در بهار سال ۱۹۳۹، پشت استحکامات دفاعی آن فرود بیاید. با تسخیر صلح‌آمیز چکسلواکی، این عملیات از دستور رزمی خارج و بعداً صرفا به صورت رزمایش اجرا شد.

### جنگ جهانی دوم
با آغاز جنگ جهانی دوم، از لشکر اشتودنت در تهاجم به لهستان استفاده نشد تا محرمانگی آن حفظ شود. لشکر دوره‌های تمرینی شدیدی را برای عمل در کارزار کشورهای سفلی گذراند. مأموریت اصلی آن فرود در خاک هلند و تصرف پایگاه‌های هوایی بود. اشتودنت به منظور تصرف قلعه ایبن-ایمل در بلژیک یک گروه ضربت با کمتر از ۱۰۰ نفر ایجاد نمود و شش ماه را در پایگاهی در نزدیکی هیلدس‌هایم، فقط صرف حل مشکلات در رسیدن به قلعه با گلایدر و سپس انهدام شش توپ بزرگ آن کرد. با این حال هدف عملیات به اسکاندیناوی تغییر یافت. این نیروهای هوابرد روز ۹ آوریل سال ۱۹۴۰ پایگاه‌های هوایی کلیدی اسلو و استاوانگر را در نروژ تسخیر و راه را برای پیاده‌سازی ساحلی نیروهای زمینی باز کردند. روز ۱۰ مه سال ۱۹۴۰ در نهایت تهاجم به هلند آغاز شد. پس از بمباران پایگاه‌های هوایی دشمن توسط لوفت‌وافه، چهار هزار نفر از چتربازان اشتودنت با پشتیبانی نیروهای دیگر، با فرود در خاک هلند بر دوردرخت و موردیک مسلط شدند و توانستند مواضع خود را تا رسیدن لشکر هشتم زرهی حفظ کنند. با این حال بزرگ‌ترین دستاورد اشتودنت تسخیر قلعه ایبن-ایمل در بلژیک در همان روز ۱۰ مه بود. در این مورد گروه ضربت کوچک او با فرود از گلایدر بر فراز قلعه با کار گذاشتن مواد منفجره توپ‌های آن را از کار انداختند. اشتودنت خود در درگیری‌های اطراف روتردام زخمی شد. به هر صورت، با این موفقیت‌ها مورد توجه دستگاه تبلیغاتی رایش سوم به عنوان یک «قهرمان» قرار گرفت.
ترفیع درجات:
- ۲۰ مارس ۱۹۱۱: ستوان دوم
- ۱۸ ژوئن ۱۹۱۶: ستوان یکم
- ۲۰ ژوئن ۱۹۱۸: سروان
- ۱ ژانویه ۱۹۳۰: سرگرد
- ۱ ژانویه ۱۹۳۴: سرهنگ دوم
- ۲۰ ژوئیه ۱۹۳۵: سرهنگ
- ۱ آوریل ۱۹۳۸: سرتیپ
- ۱ ژانویه ۱۹۴۰: سرلشکر
- ۱ اوت ۱۹۴۰: سپهبد (ژنرال نیروهای چترباز)
- ۱۳ ژوئیه ۱۹۴۴: ارتشبد

#### نبرد کرت
اشتودنت بهار سال ۱۹۴۱ به خدمت بازگشت و سپاه ۱۱ هوایی را در کارزار بالکان هدایت کرد. روز ۳ مه سال ۱۹۴۱ در کنار فیلدمارشال ویلهلم لیست، از رژه پیروزی نیروهای آلمانی در آتن سان دید. در ادامه، سپاه او نقش اصلی را در نبرد کرت ایفا نمود. اشتودنت و سپاهش متشکل از دو لشکر هفتم هوایی و پنجم کوهستان، مأموریت یافتند جزیره کرت را تصرف کنند. لشکر هفتم هوایی می‌بایست حمله هوابرد به فرودگاه‌های کلیدی جزیره اجرا می‌کرد و سپس لشکر پنجم کوهستان با هواگردهای ترابری به این فرودگاه‌های تسخیر شده منتقل می‌شد. در برابر نیروی قریب به ۴۰ هزار نفری مدافع بریتانیایی و یونانی، اشتودنت تنها اندکی بیش از ۲۰ هزار نفر به‌کار می‌گرفت. پس از حصول برتری هوایی توسط لوفت‌وافه، چتربازان او روز ۲۰ مه در نزدیکی فرودگاه‌های مالمه، رتیمنون و هراکلیون فرود آمدند و با وجود ضدحملات شدید دشمن، فضایی برای فرود گلایدرهای خودی باز کردند. این نیروها در ابتدا بر هر سه فرودگاه مسلط شدند اما مدافعان توانستند آن‌ها را عقب برانند. در این حال، برتری دریایی بریتانیایی‌ها اجازه رسیدن نیروی کمکی از طریق دریا را نمی‌داد. اشتودنت روز بعد بیشتر مابقی لشکر هفتم هوایی خود را با گلایدر راهی کرت کرد. با تصرف مجدد بخشی از باند فرودگاه مالِمه، لشکر پنجم کوهستان و بقیه نیروهای لشکر هفتم هوایی نیز بلافاصله با هواگردهای ترابری به موقعیت اعزام شدند. با وجود از بین رفتن تعدادی از هواگردها، به هر صورت نیروی کافی برای سلطه کامل بر فرودگاه تا شب هنگام، تأمین شد. تا روز بعد مدافعان پس زده شدند و دیگر فرودگاه در برد تسلیحات آن‌ها نبود. تا عصر روز ۲۳ مه تمامی لشکر پنجم کوهستان از طریق هوایی فرا رسیدند تا تهاجم برای سلطه بر کل جزیره آغاز شود. در نهایت زیر چتر پشتیبانی گسترده هوایی لوفت‌وافه، تا روز ۳۰ مه بریتانیایی‌ها و یونانی‌ها وادار به تخلیه جزیره شدند. قریب به ۱۲ هزار نفر از مدافعان به اسارت درآمدند. موفقیت اشتودنت در تصرف جزیره کرت با نیروی هوابردِ کمتر از ۱۵ هزار نفر، در ابتدا بدون هیچ توپخانه، تسلیحات سنگین و خودرو و شکست دشمنی با سه برایر نیرو، یکی از بزرگ‌ترین «شاهکارهای تاریخ نظامی» تصور می‌شود. به هر صورت پیروزی در کرت به بهای گزافی به دست آمد و اشتودنت در جریان آن ۱۵۰ هواگرد از مجموع ۶۵۰ هواگرد به‌کار گرفته‌شده و حدود ۶۵۰۰ نفر از نیروهای خود از جمله چند تن از افسران ارشد را از دست داد. او خود قصد داشت در میانه عملیات با چتر در این جزیره فرود بیاید اما تا زمان رفع خطر این اجازه به او داده نشد. عملیات در کرت واپسین به‌کارگیری نیروهای چترباز توسط آلمان بود. یکی از دلایل آن کمبود هواگرد ترابری نظامی در لوفت‌وافه بود. بدین صورت ماه‌ها آماده‌سازی اشتودنت در سال ۱۹۴۲ برای تهاجم هوابرد به جزیره مالت در نهایت اجرایی نگردید. زان پس با وجود گسترش یگان، جز موارد جزئی از چتربازان اشتودنت استفاده‌ای نشد.

#### نرماندی و هلند
اشتودنت سال ۱۹۴۴ فرماندهی ارتش یکم چترباز را بر عهده داشت. با پیاده‌سازی متفقین در نرماندی و پیشروی آن‌ها به سمت شرق، نیروهای او در هلند و بلژیک در خط مقدم درگیری‌ها قرار گرفتند. اشتودنت در کنار فیلدمارشال والتر مدل در سازماندهی دفاع در ناحیه ارنهم دخیل بود و عملکرد نسبتاً خوبی از خود نشان داد. ماه اکتبر سال ۱۹۴۴ فرمانده گروه ارتش‌ها با مسئولیت تمامی نیروهای شمال هلند شد. ماه فوریه سال ۱۹۴۵ ارتشبد یوهانس بلاسکوویتس جایگزین او در این مقام شد. اشتودنت از این زمان تا پایان جنگ به هدایت ارتش چترباز خود پرداخت.

## پس از جنگ
پس از جنگ با آرامش دوران بازنشستگی خود را سپری کرد. ارتشبد کورت اشتودنت در نهایت سال ۱۹۷۸ در سن ۸۲ سالگی درگذشت.